# Національна академія наук Киргизької Республіки
Національна академія наук Киргизької Республіки (кирг. Кыргыз Республикасынын Улуттук Илимдер Академиясы) — вища наукова установа Киргизстану. Створена 1954 на базі Киргизького філіалу АН СРСР в м. Бішкек як Акаде́мія нау́к Кирги́зької РСР. Сучасна назва з 1993 року.

## Склад і структура
До складу академії входять три відділи:
- природничих і тех. наук,
- біологічних наук,
- суспільних наук, які об'єднують 9 галузевих науково-дослідних інститутів.[джерело?]

Функціонують також ботанічний сад, біологічна станція на озері Іссик-Куль, лісоплодова станція «Арсланбоб» в горіхових лісах Південного Киргизстану, високогірна фізико-географічна станція, ряд музеїв, Центральна бібліотека та інше.[джерело?]
В складі АН Кирг. РСР (1959) — 1 почесний акад., 13 акад. і 13 член-кореспондент

## Проблематика досліджень
Вчені Киргизстану провадять важливу роботу по вивченню продуктивних сил республіки, історії та культури киргизького народу. Вони відкрили[джерело?] значні родовища корисних копалин; досліджено гідроенергоресурси, проведено геоботанічне обстеження пасовищ, збагачено новими цінними породами фауну Киргизстану.

## Видавнича діяльність
Створено посібники з кирг. мови і літератури, рос.-кирг. та кирг.-рос. словники, видано 2 тт. «Історії Киргизії» та ін.

## Видання Академії
АН Кирг. РСР має видавництво і друкарню, видає «Доповіді» і «Вісті».

### Керівництво
Президенти Академії наук Киргизької РСР:
- Ахунбаєв Іса Конойович (1954—1960)
- Каракеєв Курман-Галі Каракейович (1960—1978)
- Адишев Муса Мірзапаязович (1978—1979)
- Іманалієв Мурзабек Іманалійович (1979—1987)
- Лавьоров Микола Павлович (1987—1989)
- Акаєв Аскар Акайович (1989—1990)
- Айтматов Ільгіз Торекулович (1990—1993)

Президенти Національної академії наук Киргизької Республіки:
- Койчуєв Турар Койчуйович (1993—1997)
- Жеєнбаєв Жанибек Жеєнбайович (1997—2007)
- Жоробекова Шаріпа Жоробеківна (2007—2012)
- Еркебаєв Абдигани Еркебайович (2012—2017)
- Джуматаєв Мурат Садирбекович (2017—)